# Nõmme (Väike-Maarja)
Nõmme – wieś w Estonii, w prowincji Virumaa Zachodnia, w gminie Väike-Maarja.